# 栗本奈央
栗本 奈央（くりもと なお、5月10日 - ）は、日本のモデル。
奈良県出身。身長172cm。スリーサイズ:B:80、W:57、H:85、S24.5cm。趣味はクラシックバレエ（6歳～現在至。舞台経験、コンクール入賞多数）。

## 出演

### CM
- イオン
- ケンタッキーフライドチキン、パーティバーレル、クリスマスパック
- 三菱&ドコモ携帯電話（店頭のみ）
- 三九製薬、三九漢方かぜ薬
- ユニ・チャーム、ソフィボディピース
- ヒラトヤブライダルファッション（岩手のみ）
- キリンウェルフーズ、Noale
- ITOKI
- ロッテ、チーズケーキTOPPO
- 地上波デジタル告知CF
- 武田食品工業、タケダサラサラ効果
- 立川ブラインド工業、ロールスクリーン
- NTTドコモ九州、505is
- キリンビール、MS
- リクルート
- MAKOTO BANK
- オリコカード
- インテル（2007年）
- ダイキン工業 うるるとさらら

### スチル
- 池袋西武百貨店、スパイス レストラン街
- チャコット、ダンスウエア
- ダイナシティ
- シャープ、ボーダフォン
- ヒルトンプラザ、クリスマスイベント
- アディダス
- 三菱地所、恵比寿パークハウス
- シャープ液晶TV、ワンビット シアターシステム
- ロート製薬、obagi
- NTTドコモ九州
- NIKE、WOMEN'S
- 榎本、浴衣カタログ
- ジョイフル恵利、振り袖カタログ
- ユニクロ

### 雑誌
- 美的（小学館）
- BAILA（集英社）
- グレイスフルウエディング（世界文化社）
- 着物サロン（世界文化社）
- SAVVY(京阪神エルマガジン社）
- 関西ゼクシィ（リクルート）
- ル・シャン（産経新聞メディックス）

### ショー
- 高島屋 AMACA
- アディダス
- 目黒雅叙園 ブライダル
- クラウディア ブライダル
- 都民共済ブライダル
- マリモブライダル
- 長沼静きもの学院
- 三松 着物ショー